# Liste der denkmalgeschützten Objekte in Fügenberg
Die Liste der denkmalgeschützten Objekte in Fügenberg enthält die denkmalgeschützten, unbeweglichen Objekte der Gemeinde Fügenberg.

## Denkmäler
| Foto |                 | Denkmal | Standort                                   | Beschreibung | Metadaten |
| ---- | --------------- | --- | ------------------------------------------ | --- | --- |
| ja   | Datei hochladen | Kath. Filialkirche hl. Pankraz mit Einfriedungsmauer und Resten von Vorgängerbauten HERIS-ID: 55755 Objekt-ID: 64586 TKK: 16949 | St. Pankraz-Weg 130 Standort KG: Fügenberg | Das gotische Kirchengebäude mit Nordturm wurde in zwei Phasen errichtet: von 1494 bis 1497 sowie 1520/1522. Die Figuren der das ganze Jahr über aufgestellten Weihnachtskrippe stammen von Franz Xaver Nißl. | BDA-Hist.: Q38067706 Status: § 2a Stand der BDA-Liste: 2025-06-30 Name: Kath. Filialkirche hl. Pankraz mit Einfriedungsmauer und Resten von Vorgängerbauten GstNr.: .205, 385, 386 St. Pankratius (Fügenberg) |
| ja   | Datei hochladen | Lagstattkapelle HERIS-ID: 81209 Objekt-ID: 94975 TKK: 11588                                                                     | Standort KG: Fügenberg                     | Die vermutlich zu Beginn des 20. Jahrhunderts errichtete Kapelle dürfte in Zusammenhang mit einem historischen Umladeplatz des Eisenerzes vom Bergbaugebiet Arzjoch stehen. Der einjochige Holzbau in Ständerbauweise mit geradem Chorschluss und Satteldach ist im Inneren von einer in den Dachraum hochgezogenen Bretterverschalung überwölbt. Der Altarraum durch ein Holzgitter vom Betraum getrennt, an der Altarrückwand ist ein Baldachin aufgemalt. | BDA-Hist.: Q38175404 Status: § 2a Stand der BDA-Liste: 2025-06-30 Name: Lagstattkapelle GstNr.: 1202/11 Lagstattkapelle Fügenberg                                                                             |